# Van'o Kostov
Van'o Kostov (in bulgaro Ваньо Костов?; Burgas, 7 settembre 1952) è un ex calciatore bulgaro, di ruolo difensore.